# Космос-2089
Космос-2089 је један од преко 2400 совјетских вјештачких сателита лансираних у оквиру програма Космос.
Космос-2089 је лансиран са космодрома Плесецк, СССР, 3. августа 1990. Ракета-носач Сојуз је поставила сателит у орбиту око планете Земље. Маса сателита при лансирању је износила 6600 килограма. Космос-2089 је био осматрачки сателит.